# 那彦图

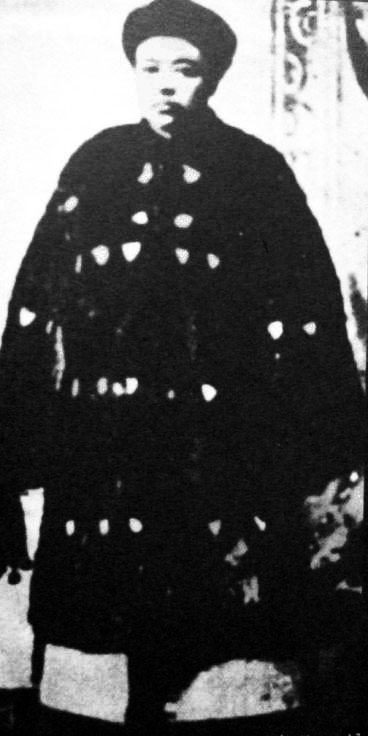
那彦图

那彦图（1867年—1938年），字矩甫，博尔济吉特氏，蒙古族，清朝喀爾喀蒙古賽音諾顏部中左末旗人，父亲达尔玛是怡亲王载垣女婿，清初功臣策棱嫡裔，世代常驻北京，末任中左末旗札薩克和碩親王。

## 生平
1874年那彦图袭中左末旗札萨克亲王。1893年（光緒十九年），那彦图任镶白旗蒙古都統兼領侍衛内大臣。1898年（光緒二十四年），那彦图改任正紅旗满洲都統。1903年（光緒二十几年），那彦图改任镶黄旗满洲都統。1908年（光緒三十四年），那彦图任健鋭營都統。他還是資政院外藩王公世爵議員，代表齐齐尔里克盟，曾任御前大臣。武昌起义后，起初那彦图等成立蒙古王公联合会，阻挠清帝退位；复通电拥戴袁世凯任中華民國臨時大總統。1912年（民国元年），袁世凯宣布升任其为烏里雅蘇台将軍（未到任），但此时俄国已经保障外蒙古独立而未成行。

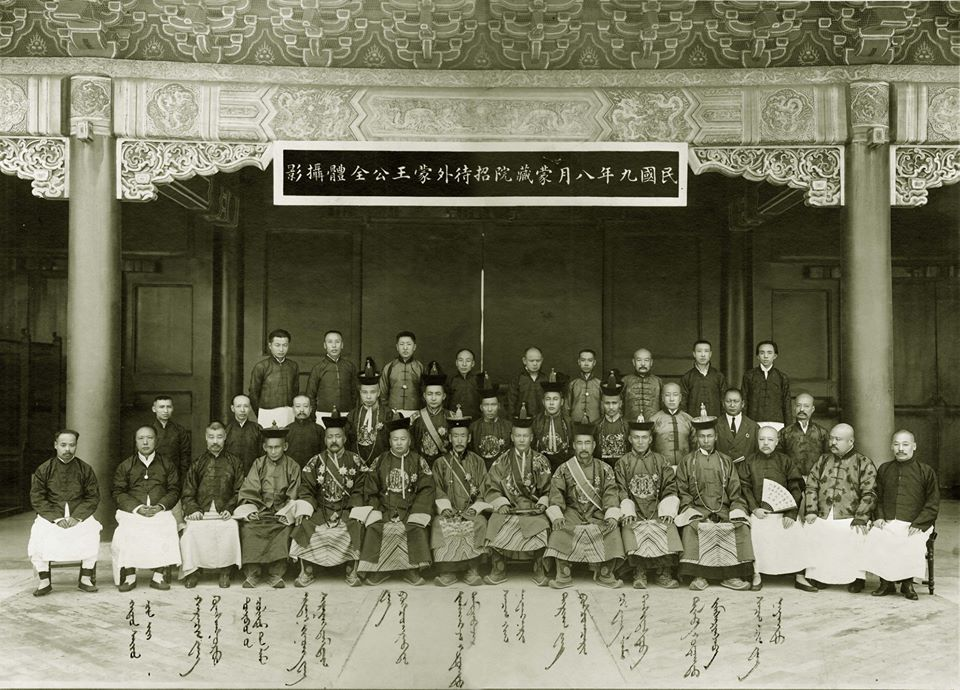
蒙藏院招待外蒙王公全體攝影，前排右三為那彥圖

中華民国成立後，他歷任共和党、進步党理事，並曾任北京臨時參議院議員。1913年（民国2年），他任政治会議議員。1914年他任参政院参政、约法会议议员。1914年9月，他被北洋將軍府授予“綏威将軍”。他还任镶黄旗满洲都統。他获授一等嘉禾章。1915年9月，任「請願聯合會」副會長，該會鼓動組織團體請願，支持帝制。1917年（民国6年），他任臨時参議院副議長。1925年（民国14年），他任善後会議会員。1934年（民国23年）3月，他任蒙古地方自治政務委員会委員。
1938年（民国27年）4月，那彦图去世。享年66嵗，或说72岁（虚岁）:329。
那王生前常驻北京，其位于国祥胡同甲2号的宅邸被称为那王府，存留至今。

## 家庭
- 那彦图有一妻六妾，共生有五子三女[7]:322。
- 福晋爱新觉罗氏，庆亲王奕劻长女，生母为奕劻嫡福晋。
  - 奕劻之孙、载振之子溥铨称是奕劻长女所生，但其母实是奕劻的女仆，冒称为福晋所生。女仆生女后被关在府中的东厢房直至病死[7]:277。爱新觉罗氏与那彦图成婚后，那彦图经常嘲讽其出身，“为此痛哭过不知多少次”[7]:277。她“性情温和，平日沉默寡言”。光绪二十五（1899年）逝世[7]:322。
- 大姨太太某氏，福晋爱新觉罗氏的陪嫁婢女，生长子祺诚武。福晋爱新觉罗氏死后，为王府家务主持者。1914年逝世[7]:322。
- 二姨太太某氏，蒙古人，早逝[7]:322。
- 三姨太太锦屏，满洲旗人。那彦图所买的妾室。被王府长史常双德杀害[7]:322—323。
- 四姨太太某氏。那彦图所买的妾室[7]:323。
- 五姨太太某氏，普通侍妾[7]:323。
- 六姨太太某氏，普通侍妾[7]:323。
- 第一子祺诚武，名义上的生母是福晋爱新觉罗氏。妻子是鎮國將軍毓長（定郡王溥煦长子）的女儿[7]:322—324。
- 第二子祺克坦，曾任京师警察厅队长[7]:324。妻子是镇国公溥芸的女儿[9]。
- 第三子祺克慎，曾任参议院议员。妻子是崇礼女儿，继妻为毕桂芳女儿[7]:324。
- 第四子祺璞森，曾在满洲国任职[7]:324。
- 第五子，情况不详[7]:324。
- 三个女儿，情况不详[7]:324。

### 引用
1. ↑  .   [2019-08-13]. （原始内容存档于2019-08-13）.
2. 1 2 3 4 5 6 7 8 9  《民国人物大辞典 増訂版》
3. ↑  苏钦、吴贤萍，试析清末资政院少数民族议员的产生及其意义，中央社会主义学院学报2008年第6期
4. 1 2 3 4  《约法会议记录》，第119页
5. ↑  《民国政党史》
6. ↑  杜亞泉.  . 東方雜誌. 1916, 13期 （中文）.
7. 1 2 3 4 5 6 7 8 9 10 11 12 13 14 15 16 17  溥铨；曹宽，述，张炳如，记. . 中国人民政治协商会议全国委员会 文史资料研究委员会  (编).  (PDF). 中国·北京市: 文史资料出版社. 1982  [2023-04-14]. （原始内容存档 (PDF)于2023-05-26） （简体中文）. 统一书号：11224·99
8. ↑  北京市東城區第一圖書館. . 北京市人民政府. 2016-08-23.
9. ↑  中国社会科学报. . 中新网. 2012年2月7日  [2025-04-19].